# Teatro Sala Dos
El Teatro Sala Dos, llamado comúnmente Sala Dos, es un teatro con capacidad para 520 personas ubicado en la ciudad de Concepción, Chile, más específicamente en la calle Anibal Pinto, en pleno centro de la ciudad. Su ingreso es por la Galería Lido (también llamada Galería Iconsa II), que está junto al Teatro Universidad de Concepción, justo en la esquina de la Plaza de la Independencia.
Actualmente en ella se realizan conciertos de música, además de funciones de danza y teatro.

## Historia
Sobre sus dependencias antiguamente se ubicaba el Cine Lido, desaparecido en la década de 1980 y conocido con ese nombre hasta 1997. Más tarde pasó a ser una sala de espectáculos de la Universidad de Concepción llamada «Sala 2» del teatro de esa casa de estudios, para luego pasar a convertirse en el Teatro Sala Dos, llamado así como reminiscencia de su anterior denominación.
La sala además cuenta con una galería para muestras de productos de arte, fotografías y objetos de diseño.